# Silnice (Strážný)
Silnice (německy Landstrassen) je zaniklá osada a název katastrálního území na území obce Strážný v okrese Prachatice. Silnice leží na území Národního parku Šumava.

## Historie
V letech 1869 až 1910 byla tato ves samostatnou obcí s názvem Landstrassen. Za první republiky byla tato ves samostatnou obcí s názvem Silnice. Byl zde československý celní úřad. V roce 1930 zde stálo 44 domů. V roce 1938 zde žilo 257 obyvatel. V letech 1938 až 1945 byla obec v důsledku uzavření Mnichovské dohody přičleněna k nacistickému Německu. Od roku 1952 je Silnice součástí Strážného.